# Coulaye
Ne doit pas être confondu avec Grand Coulaye.
Coulaye (ou Koulaye ou Petit Coulaye) est un village du Sénégal situé en Basse-Casamance. Il fait partie de la communauté rurale de Tenghory, dans l'arrondissement de Tenghory, le département de Bignona et la région de Ziguinchor.
Lors du dernier recensement (2002), la localité comptait 628 habitants et 87 ménages.